# 私語
私語（Private speech），即自言自语，是个人对自己说话时的言语，用于自我沟通，自我指导和行为的自我调节等。   一般2至7岁的儿童可以观察到有私語的行為。   虽然私語可以被听得见，但并非在和其他人沟通。  
利維·維谷斯基和讓·皮亞傑最早對私語進行研究。在最近四十年，私語再次受到研究人员的关注。 研究人员注意到，儿童使用私語与他们的任务表现和成就之间存在正相关，   而維谷斯基此前也提过这一事实。 当儿童开始上学时，私語现象开始减少或者消失。 

## 歷史及理論
私語通常發生在2到7歲的兒童身上。 「私語」或「自我對話」是可觀察到的自言自語，用於自我溝通、自我指導和行為的自我調節。 通常認為私語可以加強兒童早期的讀寫能力，並有助於提高兒童在任務中的表現、成效和成就。 許多資料來源會將最初的私語理論追溯到兩位早期的著名發展心理學家，維谷斯基和皮亞傑。 這兩位心理學家主要研究幼兒的私語，但觀點和術語並不相同。
1923年，皮亞傑發表了《兒童的語言和思想》。 在這本書中記錄了，他對孩子們在教室裡自言自語的觀察，並將自我對話的構想稱為「自我中心語言」， 這就是最早的私語概念。 對於皮亞傑來說，自我中心語言是認知不成熟的標誌。 皮亞傑認為，自我中心語言會在兒童獲得相當數量的認知技巧和溝通技巧後，發展出完全成熟及有效的說話能力。
在維谷斯基的《思想和語言》中，他認為，自我中心語言是溝通、自我指導、行為自律、計劃、節奏和技能監控在正常發展下的一部分。維谷斯基解釋，私語源於兒童在幼兒時期的社會互動，在學前班或幼稚園時達到最高峰，這時的孩子們會大聲自言自語。私語作為「語言的社會、文化工具或符號系統，最初被兒童公開地用於人際溝通，不是為了與他人的交流，而是用於內心的交流和自我引導。」 在小學晚期，孩子們對私語的使用會減少，不再大聲說話，而是開始使用內在語言。
維谷斯基的私語理論對近期的發展心理學家來說是值得注意的，它為75年以來的研究提供了跳板。 Berk、Winsler、Diaz、Montero、Neal、Amaya-Williams和Wertsch都是目前一些著名的發展心理學家和研究人員，他們一直專注於私語的領域。 雖然私語的概念可追溯到1930年代，但它仍然是心理學中的新興領域，有著大量的研究機會。

## 研究
目前研究将注意力转向，私語在幼兒教室環境中的使用情形，以及教师对儿童出現私語時所採取的作法和态度。 许多研究表明，学龄前儿童在幼儿教室中进行了大量公开的私語。 具体而言，研究人员发现，当孩子们忙于目标导向的任务活动时（例如，完成一个谜题），他们会更容易自言自語。 研究也发现，尤其在教师面前，学龄前儿童不會使用私語。。 
許多方法上的進步和工具現在可以用來更好地研究說話在自我調節中的作用。 隨著這些進展，将来会有更多关于儿童内在語言和私語意识的研究。 未來，研究人員也有可能對以下議題進行額外的研究，包括自我對話的早期前兆、兒童早期干預，以及在形成內在語言和私語的過程中「語言所扮演的角色」。 

## 参見
- 自語症（英语：Idioglossia） - 仅由一个人或极少数人发明和使用的语言